# Nam-soon, una chica superfuerte
Nam-soon, una chica superfuerte (en hangul, 힘쎈여자 강남순; romanización revisada, Himssenyeoja gang nam-sun; literalmente, «Mujer fuerte Kang Nam-soon») es una serie de televisión surcoreana dirigida por Kim Jeong-sik y Lee Kyung-sik, y protagonizada por Lee Yoo-mi, Kim Jung-eun, Kim Hae-sook, Ong Seong-wu y Byeon Woo-seok. Se emitió por el canal JTBC desde el 7 de octubre hasta el 26 de noviembre de 2023, los sábados y domingos a las 22:30 horas (KST). También está disponible en la plataforma Netflix para algunos países.

## Sinopsis
Es una historia sobre tres generaciones de mujeres dotadas de increíbles superpoderes, que descubren la realidad de un nuevo tipo de crimen relacionado con las drogas centrado en Gangnam. Nam-soon vuelve a Corea del Sur desde Mongolia, donde ha pasado la primera parte de su vida, para encontrarse con su madre y su abuela. Las tres se ven envueltas en un caso policial que investiga el detective Kang Hee-shik.

## Reparto

### Principal
- Lee Yoo-mi como Kang Nam-soon, prima sexta de Do Bong-soon. Al igual que esta, nació con una fuerza sobrehumana que heredó de su madre y su abuela.[5][6][7]
  - Ahn Tae-rin como Khan Tsetseg/Nam-soon de niña.[8]
- Kim Jung-eun como Hwang Geum-joo, madre de Kang Nam-soon, una mujer adinerada que vive en Gangnam-gu. Al igual que su hija, está dotada de una fuerza sobrehumana.[9][10]
- Kim Hae-sook como Gil Joong-kan, abuela de Nam-soon y madre de Geum-joo. También ella nació con una fuerza sobrehumana.[11]
- Ong Sung-woo como Kang Hee-shik, un detective especializado en investigar casos de drogas en Gangnam-gu.[6][12]
- Byun Woo-seok como Ryoo Si-oh, director general de la empresa de distribución y ventas Dugo, una persona ambiciosa que utiliza el poder de los demás para hacer más grande su negocio.[13][14][15]

### Secundario

#### Entorno de Nam-soon
- Lee Seung-joon como Kang Bong-ko, el melodramático padre de Nam-soon y exmarido de Hwang Geum-joo, propietario de un estudio fotográfico.[16]
- Han Sang-jo como Kang Nam-in, el hermano menor gemelo de Nam-soon, propietario del Tarot Cafe en el primer piso del edificio de Geum-joo.
- Kim Ki-doo como Hwang Geum-dong, tío materno de Nam-soon.[17][18]
- Joo Woo-jae como Ji Hyun-soo, un sintecho.[19]
- Park Kyung-ri como Noh Sun-saeng, una sintecho.[20]

#### Comisaría de policía del distrito
- Young Tak como el detective Park Oh-woo.[21]
- Ryu Ha-seong como Jin Sun-kyoo, el miembro más joven del equipo de narcóticos.
- Song Jin-woo como Kim Seok-ho, miembro del equipo de narcóticos.
- Jeong Seung-gil como Ha Dong-seok, jefe del equipo de narcóticos.[22]
- Kim Si-hyeon como Yeo Ji-hyun, oficial de policía compañero de Hee-shik.[23]

#### Entorno de Geum-joo
- Choi Hee-jin como Lee Hwa-ja, una persona se parece mucho a Nam-soon.[24]
- Ahn Gi-ra como Brad Song/Song Soo-hyun, un estafador muy sexy y guapo.
- Oh Jeong-yeon como Jung Na-young, secretaria de Geum-joo.[25]
- Lee Joong-ok como Kim Nam-gil, secretario de Geum-joo.[26]
- Lee Chang-ho como Nam Hong-do, secretario de Brad Song.[27]

#### Entorno de Joong-kan
- Jeong Bo-seok como Seo Joon-hee, el barista del café Tarot que dirige Nam-in.[16]
- Im Ha-ryong como Hwang Kook-jong, el marido de Joong-kan que se convierte en monje.

#### Entorno de Si-oh
- Yoon Sung-soo como el secretario Yoon.[28]
- Constantino Vlasov, guardaespaldas de Si-oh.

#### Otros
- Ha Dong-joon.[29]
- Kwon Oh-soo.
- Tsegmid Tserenbold como Koko, un pastor mongol que crio a Nam-soon.
- Batsumiya Batdorj como Joljaya, la mujer de Koko.
- Kang Gil-woo como el doctor Choi, un investigador de una fábrica farmacéutica que está desarrollando un nuevo y potente analgésico.[30]
- Lee Hee-jin como la subdirectora Baek.[24][31]
- Park Hye-na como la señora Kim.[31]

### Apariciones especiales
- Kim Won-hae como vendedor de armas (ep. 1).[32]
- Park Bo-young como Do Bong-soon (ep. 3).[33]
- Park Hyung-sik como Ahn Min-hyuk (ep. 3).[33]
- Shim Hye-jin como Hwang Jin-yi.
- Jeon Soo-kyung como la madre de Kang Hee-shik (ep. 4 y 16).[34]
- Lee Hong-nae como Bingbing (ep. 16).[35]
- Oh Na-ra como Yoon-hee (ep. 16).[36]

## Producción
La serie retoma el tema de Strong Woman Do Bong-soon (2017). Está escrita por Baek Mi-kyung, creadora de la primera heroína en el mundo del drama coreano en aquella y de otros personajes femeninos fuertes en Mine (2021) y The Lady in Dignity (2017), y dirigida por Kim Jeong-sik, responsable también de la serie de TVING Work Later, Drink Now (2021-2023).
Es la primera producción de Barunson C&C, que fue establecida por Barunson E&A, la productora de “Parasite”, y será coproducida con Story Phoenix, que fue fundada por la guionista Baek Mi-kyung, y por SLL.
La serie estaba en fase de rodaje a finales de abril de 2023. El 31 de agosto de 2023 se anunció la fecha de estreno y se publicó el primer tráiler de la serie. El segundo llegó el 7 de septiembre.

## Banda sonora original
| Parte | Fecha de publicación                                                                | Título                                                                              | Letra                                                                               | Música                                                                              | Artista                                                                             | Dur.                                                                                | Ref.                                                                                |
| ----- | ----------------------------------------------------------------------------------- | ----------------------------------------------------------------------------------- | ----------------------------------------------------------------------------------- | ----------------------------------------------------------------------------------- | ----------------------------------------------------------------------------------- | ----------------------------------------------------------------------------------- | ----------------------------------------------------------------------------------- |
| 1     | 8 de octubre de 2023                                                                | «Superpowers»                                                                       | WarmIt (MonoTree)                                                                   | Anymasingga, Fuxxy (MonoTree), Alina Smith, Annalise Morelli, Gino Barletta         | Itzy                                                                                | 2:56                                                                                | [ 40 ]                                                                              |
| 2     | 15 de octubre de 2023                                                               | «Be Your Love»                                                                      | Park Sol, Nod                                                                       | Nod, Park Sol                                                                       | Junggigo                                                                            | 3:12                                                                                | [ 41 ]                                                                              |
| 3     | 21 de octubre de 2023                                                               | «S.O.S.»                                                                            | Humbler                                                                             | Humbler, Boran, Jessica Pierpoint, Kim Ki-Jeong                                     | Yongyong                                                                            | 3:12                                                                                | [ 42 ]                                                                              |
| 4     | 28 de octubre de 2023                                                               | «Love Blooms»                                                                       | Kim Si-on, Glen Choi, Renée                                                         | Glen Choi, Kim Si-on, Renée, Jeong Su-wan                                           | Moonbyul (Mamamoo)                                                                  | 3:14                                                                                | [ 43 ]                                                                              |
| 5     | 4 de noviembre de 2023                                                              | «Wonder Woman»                                                                      | Yelo, Pdly, Le'mon                                                                  | Ant, Pdly, Yelo, Le'mon, De View, Wonder B                                          | Adora                                                                               | 3:20                                                                                | [ 44 ]                                                                              |
| 6     | 11 de noviembre de 2023                                                             | «I Wanna Fly»                                                                       | LooGone, Han Kyung-soo                                                              | LooGone, Han Kyung-soo, $$AM (PaperMaker)                                           | Weeekly                                                                             | 3:07                                                                                | [ 45 ]                                                                              |
| Notas | Las canciones de la banda sonora tienen una versión instrumental de igual duración. | Las canciones de la banda sonora tienen una versión instrumental de igual duración. | Las canciones de la banda sonora tienen una versión instrumental de igual duración. | Las canciones de la banda sonora tienen una versión instrumental de igual duración. | Las canciones de la banda sonora tienen una versión instrumental de igual duración. | Las canciones de la banda sonora tienen una versión instrumental de igual duración. | Las canciones de la banda sonora tienen una versión instrumental de igual duración. |

## Audiencia
| Temporada | Temporada | Episodio número | Episodio número | Episodio número | Episodio número | Episodio número | Episodio número | Episodio número | Episodio número | Episodio número | Episodio número | Episodio número | Episodio número | Episodio número | Episodio número | Episodio número | Episodio número | Promedio |
| Temporada | Temporada | 1               | 2               | 3               | 4               | 5               | 6               | 7               | 8               | 9               | 10              | 11              | 12              | 13              | 14              | 15              | 16              | Promedio |
| --------- | --------- | --------------- | --------------- | --------------- | --------------- | --------------- | --------------- | --------------- | --------------- | --------------- | --------------- | --------------- | --------------- | --------------- | --------------- | --------------- | --------------- | -------- |
|           | 1         | 1.154           | 1.558           | 2.052           | 2.318           | 1.879           | 2.134           | 1.811           | 2.123           | 1.811           | 2.138           | 1.934           | 2.200           | 1.871           | 2.080           | 2.242           | 2.652           | 1.750    |

| Episodio | Fecha de emisión        | Índices de audiencia (Nielsen Korea) | Índices de audiencia (Nielsen Korea) |
| Episodio | Fecha de emisión        | Nacional                             | Seúl                                 |
| --- | ----------------------- | ------------------------------------ | ------------------------------------ |
| 1 | 7 de octubre de 2023    | 4,296 % (1.ª)                        | 4,822 % (1.ª)                        |
| 2 | 8 de octubre de 2023    | 6,062 % (1.ª)                        | 5,848 % (1.ª)                        |
| 3 | 14 de octubre de 2023   | 8,002 % (1.ª)                        | 8,950 % (1.ª)                        |
| 4 | 15 de octubre de 2023   | 9,760 % (1.ª)                        | '10,547 % (1.ª)                      |
| 5 | 21 de octubre de 2023   | 7,278 % (1.ª)                        | 7,928 % (1.ª)                        |
| 6 | 22 de octubre de 2023   | 8,096 % (1.ª)                        | 8,402 % (1.ª)                        |
| 7 | 28 de octubre de 2023   | 7,344 % (1.ª)                        | 8,395 % (1.ª)                        |
| 8 | 29 de octubre de 2023   | 8,472 % (1.ª)                        | 9,050 % (1.ª)                        |
| 9 | 4 de noviembre de 2023  | 7,139 % (1.ª)                        | 7,688 % (1.ª)                        |
| 10 | 5 de noviembre de 2023  | 8,720 % (1.ª)                        | 9,292 % (1.ª)                        |
| 11 | 11 de noviembre de 2023 | 7,571 % (1.ª)                        | 7,890 % (1.ª)                        |
| 12 | 12 de noviembre de 2023 | 8,474 % (1.ª)                        | 9,014 % (1.ª)                        |
| 13 | 18 de noviembre de 2023 | 7,381 % (1.ª)                        | 8,294 % (1.ª)                        |
| 14 | 19 de noviembre de 2023 | 8,986 % (1.ª)                        | 9,553 % (1.ª)                        |
| 15 | 25 de noviembre de 2023 | 8,989 % (1.ª)                        | 9,605 % (1.ª)                        |
| 16 | 26 de noviembre de 2023 | 10,420 % (1.ª)                       | 11,108 % (1.ª)                       |
| Promedio | Promedio                | 7,937 %                              | 8,524 %                              |
| - En la tabla superior, los números azules representan las calificaciones más bajas y los números rojos representan las más altas. - Esta serie se transmite en un canal de cable/televisión de pago, que normalmente tiene una audiencia menor respecto a las emisoras de televisión públicas/gratuitas (KBS, SBS, MBC y EBS). |                         |                                      |                                      |

## Crítica
Lee Sook-myung (Vogue Korea) la califica como «una serie de superhéroes abiertamente kitsch», y añade: «el descuido intencionado de este trabajo también aterriza fácilmente en los espectadores que desean una risa brillante y fácil. Los claros estímulos y castigos, los personajes extraños, la historia se desarrolla sin vacilaciones y la dirección y actuación exageradas le dan la sensación de una caricatura alegre, pero hay un equilibrio apropiado dentro de ella, y el ritmo de las risas en las escenas individuales es también bueno. La actuación cómica de Kim Jung-eun, que regresó después de una larga ausencia, no se ha oxidado, y el personaje de Kim Hae-sook, la seductora protagonista femenina, también es divertido». Concluye: «aunque pretende ser descuidada, es una obra inteligente, y aunque es alegre, es un drama que no ignora el pesimismo del público».